# トーレ・エーリング

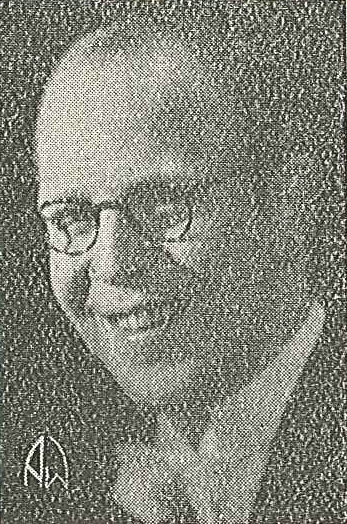
トーレ・エーリング

トーレ・エーリング（Thore Ehrling, 1912年12月29日 - 1994年10月21日）は、スウェーデン出身のトランペット奏者、作曲家、バンドリーダーで、ジャズやポピュラー音楽のアンサンブルを率いていた。
ストックホルム生まれのエーリングは、1930年から1934年までフランク・ヴァーノンのアンサンブルで演奏し、同時にスウェーデン王立音楽アカデミーで学んだ。1935年から1938年まではホーカン・フォン・アイヒヴァルトの指導の下、演奏活動を行い、傍ら編曲・作曲も手掛けた。1938年には自身のアンサンブルを結成し、19年間の活動期間を経てビッグバンドへと拡大した。このグループはポピュラー音楽とジャズを演奏し、頻繁にレコーディングを行い、スウェーデンのラジオで頻繁に放送された。このグループには、ウッフェ・バードやカール＝ヘンリク・ノリンなど、後にスウェーデンのジャズ界で名を馳せることになる多くのサイドマンが参加し、インガ・ベルグレンやリリー・ベルグルンドといったスウェーデンの人気歌手の伴奏も務めた。
エーリングは、1994年にストックホルムで亡くなった。